# Hajda (Jastrowie)
Hajda – część miasta Jastrowie w Polsce położona w województwie wielkopolskim, w powiecie złotowskim, w gminie Jastrowie.